# Peumerit
Peumerit (en bretó Purid) és un municipi francès, situat a la regió de Bretanya, al departament de Finisterre. L'any 2006 tenia 771 habitants. El 9 de juny de 2006 el consell municipal va aprovar la carta Ya d'ar brezhoneg.

## Demografia
| 1962                                       | 1968 | 1975 | 1982 | 1990 | 1999 |  |
| ------------------------------------------ | ---- | ---- | ---- | ---- | ---- |  |
| 1.011                                      | 884  | 739  | 755  | 729  | 663  |  |
| Des de 1962: població sense dobles comptes |      |      |      |      |      |  |

## Administració
| Període | Identitat          | Partit |
| ------- | ------------------ | ------ |
| 2001-   | Jean-Louis Caradec |        |